# نایکا فروتن
نایکا فروتن (زادهٔ ۲۴ دسامبر ۱۹۷۱ ‏(۵۳ سال)) استاد دانشگاه و جامعه‌شناس ایرانی–آلمانی است. فروتن در دانشگاه هومبولت برلین جامعه‌شناسی تدریس می‌کند. فروتن نایب رئیس موسسه تحقیقاتی امور مهاجرتی و همگرایی برلین است.

## زندگی شخصی
مادر فروتن آلمانی و پدر او ایرانی است. خواهر او ملیکا فروتن، بازیگر، و پدرش بهمن فروتن، مربی فوتبال، است که از سال ۲۰۱۰ تا ۲۰۱۴ هدایت باشگاه‌های آماتور مختلفی را در برلین عهده‌دار بود. نایکا ۱۱ سال در تهران زندگی کرد و در سال ۱۹۸۳ همراه با خانواده‌اش تهران را ترک کرد.